# Центральноамериканская ушастая сова
Центральноамериканская ушастая сова (лат. Asio stygius) — вид птиц из семейства совиных (Strigidae). Выделяют 6 подвидов. Видовое название дано в честь реки Стикс (лат. Styx).

## Описание
Взрослые птицы достигают длины 38—46 см и массы до 675 грамм. Самки крупнее и тяжелее самцов. Имеет преимущественно тёмное оперение со светлыми вкраплениями. Лицевой диск обрамлен узкой светлой полоской. Имеет жёлтые глаза и характерные для ушастых сов «перьевые ушки», которые поднимаются при внимании или встревоженности, и могут быть почти незаметны в расслабленном состоянии.

## Распространение
Обитают как правило в лесах на высоте от 700 до 3000 метров, однако, иногда встречаются в низменностях и саваннах. Охотится исключительно ночью на мелких млекопитающих и птиц, размером не крупнее голубя. Ареал простирается от северо-западной Мексики до юго-восточной Бразилии, однако зачастую ареалы не соприкасаются, что является причиной относительно большого количества подвидов:
- Asio stygius lambi — высокогорье западной Мексики.
- Asio stygius robustus — южная Мексика, Венесуэла и Эквадор.
- Asio stygius siguapa — Куба.
- Asio stygius noctipetens — Гаити.
- Asio stygius stygius — восточная Боливия и Бразилия.
- Asio stygius barberoi — Парагвай и северная Аргентина.

## Интересные факты
При искусственном освещении глаза этой совы светятся ярко-красным светом, что вкупе с тёмным оперением, ночным образом жизни и перьевыми «рожками», является причиной мрачной репутации этой птицы. В Бразилии её называют «Coruja-diabo», что с португальского означает «Сова-дьявол».